# Megadrepana cinerea
Megadrepana cinerea är en fjärilsart som beskrevs av Holland 1893. Megadrepana cinerea ingår i släktet Megadrepana och familjen mätare. Inga underarter finns listade i Catalogue of Life.